# Thác Đắk Lung
Thác Đắk Lung là thác trên suối Đăk Lung ở vùng đất xã Kon Đào huyện Đăk Tô tỉnh Kon Tum, Việt Nam .
Thác Đăk Lung cùng với "Khu du lịch suối nước nóng Đăk Tô" 14°42′06″B 107°50′22″Đ / 14,701732°B 107,83955°Đ và các Di tích lịch sử Đăk Tô - Tân Cảnh 14°39′29″B 107°49′26″Đ / 14,657925°B 107,824009°Đ, là những điểm du lịch và khám phá hấp dẫn trong huyện Đăk Tô.

## Chỉ dẫn
1. ↑  Trong tiếng các dân tộc thuộc nhóm ngôn ngữ Môn-Khmer ở Tây Nguyên và trong tiếng Việt cổ (trước thế kỷ 16, xem Chữ Nôm) thì đăk đã có nghĩa là nước, sông, suối, còn krông nghĩa là sông.